# Gnomonia pseudoamoena
Gnomonia pseudoamoena är en svampart som beskrevs av M. Monod 1983. Gnomonia pseudoamoena ingår i släktet Gnomonia och familjen Gnomoniaceae.  Arten är reproducerande i Sverige. Inga underarter finns listade i Catalogue of Life.